# Apple Worldwide Developers Conference
La Conferencia Mundial de Desarrolladores de Apple (WWDC; en inglés: Apple Worldwide Developers Conference) es una conferencia que se celebra anualmente desde el año 1983 en California, Estados Unidos por Apple Inc. En estas conferencias suele mostrar su nuevo software, hardware y tecnologías orientadas a los desarrolladores de software. Los asistentes pueden participar demostraciones prácticas con ingenieros de Apple y asistir a sesiones detalladas que cubren una amplia variedad de temas.
La primera WWDC se celebró en 1983, con la introducción de Apple Lisa, pero no fue hasta 2002 que Apple comenzó a utilizar la conferencia como una importante plataforma de lanzamiento para nuevos productos. 

## Historia

### WWDC 08
WWDC 2008 se llevó a cabo a partir de 9 de junio hasta el 13 de junio en el Moscone Center de San Francisco. Los anuncios en la apertura incluyeron la App Store para el iPhone y iPod Touch, la versión estable del iPhone SDK y un nuevo iPhone 3G.

### WWDC 09
La WWDC 2009 se llevó a cabo desde el 8 de junio al 12 de junio en el Moscone Center, San Francisco, y Apple informó que las entradas se habían agotado a finales de abril. Los anuncios en la apertura incluyeron el iPhone OS 3.0 a los desarrolladores de software, una muestra de Mac OS X v10.6, el nuevo MacBook Pro de 13", las actualizaciones de los MacBook Pro de 15" y 17", y el nuevo iPhone 3GS. Phil Schiller, el vicepresidente de Marketing de Apple, presentó la WWDC este año, en vez de Steve Jobs, el CEO y fundador de Apple, que había estado de baja médica desde principios del año.

### WWDC 10
La WWDC 2010 se anunció el 28 de abril de 2010. Se celebró en Moscone Center de San Francisco del 7 de junio al 11 de junio. Apple informó que las entradas se agotaran en 8 días, a pesar del aumento del precio. El 7 de junio de 2010, el CEO de Apple Steve Jobs anunció el iPhone 4 y el nuevo sistema operativo iOS 4.

### WWDC 11
La WWDC 2011 se celebró en el Moscone Center de San Francisco desde el junio 6 al 10 de junio del 2011. Las 5.200 entradas se agotaron en 2 horas el 28 de marzo de 2011. En la presentación de apertura se esperaba la demostración de Mac OS X Lion, el nuevo iOS 5 para iPhone, iPad y iPod touch y el nuevo servicio de Apple en la nube, iCloud.

### WWDC 12
La WWDC 2012 se celebró en el Moscone Center de San Francisco del 11 al 15 de junio de 2012. Las entradas se agotaron en 1 hora 20 minutos el 24 de abril de 2011.
En la presente edición la compañía de Cupertino presentó la versión final de su nuevo sistema operativo para Mac, OS X Mountain Lion. A pesar de lo estimado, por toda la audiencia, la compañía no presentó la versión final del sistema operativo para sus dispositivos móviles. sino que presentó una versión beta del mismo, es decir. Por otro lado la Rumorología acecha a la posible y esperada renovación de los MacBooks Pro en toda su gama así como la actualización de todos los ordenadores a la arquitectura Ivy Bridge de Intel.

### WWDC 13
La WWDC 2013 se celebró entre el 10 y el 14 de junio en el Moscone Center de San Francisco. Las entradas se vendieron en un tiempo récord de 71 segundos. En la "Keynote" de apertura se mostró iOS 7 y OS X Mavericks. Por otro lado anunció los nuevos MacBook Air y Mac Pro.

### WWDC 14
Esta WWDC 2014 se celebró los días 2 a 6 de junio de 2014 en el Moscone Center de San Francisco, California, Estados Unidos.
Apple presentó el 2 de junio dos nuevos sistemas operativos, uno para sus dispositivos móviles: iOS 8. Y otro para sus ordenadores Mac: OS X Yosemite, además de un nuevo kit para los desarrolladores.

### WWDC 15
La WWDC 2015 se celebró del 8 al 12 de junio de 2015 en el Moscone Center de San Francisco. La compañía presentó las nuevas versiones de sus tres sistemas operativos: OS X El Capitan para sus ordenadores, iOS 9 para iPad y iPhone y WatchOS 2 para los recientemente lanzados relojes inteligentes. Además se presentó un nuevo servicio de música que denominaron Apple Music, nuevas funciones de Apple Pay y una nueva aplicación llamada News para seguir noticias y novedades.

### WWDC 16
La WWDC 2016 se celebró del 13 al 17 de junio de 2016 en el Moscone Center y en el Auditorio Cívico Bill Graham de San Francisco. Durante la misma, Apple presentó las nuevas versiones de los cuatro sistemas operativos usados por sus plataformas; para iPhone y iPad presentó iOS 10, para Apple TV tvOS 10, para Apple Watch presentó watchOS 3 y en lo relativo a sus ordenadores Mac anunció por una parte, el renombramiento de la plataforma OS X como macOS, y por otra, su versión 10.12 que denominó macOS Sierra.

### WWDC 17
La WWDC 2017 se celebró del 5 al 9 de junio de 2017 en el Centro de Convecciones McEnery en San José, en el estado de California (Estados Unidos). Durante la conferencia Apple presentó la nueva versión de sistema operativos de computadoras High Sierra, la nueva versión de sistemas operativos móvil IOS 11 para iPhone y iPad, pero también presentó la nueva versión watchOS 4 la cual es más intuitiva y una orientación al manejo de la música. Además presentó nuevo Hardware siendo esta la nueva iMac pro, siendo unos de los computadoras profesionales más potentes a la venta a su momento de su salida al mercado. También se presentó la nueva innovación: El HomePod, siendo esta una nueva bocina y asistente inteligente para el hogar, el cual busca revolucionar el mercado de los asistentes personales.

### WWDC 19
La WWDC 2019 se celebró del 3 al 7 de junio de 2019 en el centro de Convecciones McEnery en San Jose de California (Estados Unidos). Durante la misma, Apple presentó la nueva versión de sistema operativos de computadoras MacOS Catalina, la nueva versión de sistemas operativos móvil iOS 13 para iPhone, pero también presentó la nueva versión watchOS 6 la cual es más intuitiva, además amplia y mejora  sus aplicaciones nativas como externas. Además presentó nuevo Hardware siendo esta la nueva Mac Pro, con un nuevo diseño, dejando atrás los diseños circulares, siendo unos de los computadoras profesionales más potentes a la venta a su momento de su salida al mercado. También se presentó la nueva innovación: iPadOS, Apple reconoce que el iPad se ha convertido en algo que va más allá de lo que iOS puede ofrecer, por lo que ha creado un sistema operativo separado, llamado iPadOS. El modo de pantalla dividida también está aquí. iPadOS te permite colocar dos aplicaciones una al lado de la otra, lo que facilita el trabajo entre las dos.

### WWDC 20
La WWDC 2020 se celebró el 22 de junio del 2020 en el Apple Park de Cupertino, Estados Unidos Durante el evento la empresa Apple presentó iOS 14, iPadOS 14, watchOS 7 y la nueva versión de macOS "Big Sur" o también llamada como macOS 11.0. El evento se llevó a cabo con las medidas sanitarias, con el fin de llevar a cabo evitar contagios de COVID-19.

### WWDC 21
La WWDC 2021 se celebró del 7 al 11 de junio del 2021 en el Apple Park de California, Estados Unidos Durante la conferencia Apple presentó iOS 15, iPadOS 15, watchOS 8 y macOS Monterrey o también denominada como macOS 12.0

### WWDC 22
La WWDC 2022 se celebró del 6 al 10 de junio del 2022 en el Apple Park de California, Estados Unidos. Durante la conferencia Apple presentó iOS 16, iPadOS 16, watchOS 9 y macOS Ventura o también denominada como macOS 13.0

### WWDC 23
La WWDC 2023 con el lema "Codificar nuevos mundos" se llevó a cabo del 5 al 9 de junio en un formato en línea con una experiencia en persona en Apple Park el primer día del programa. De manera similar a los años anteriores, Apple está organizando el Swift Student Challenge, lanzado en 2020 por primera vez, con solicitudes hasta el 19 de abril y resultados el 9 de mayo. Los premios incluyen ropa exterior WWDC, AirPods Pro, un conjunto de pin personalizado y una membresía de un año en el Programa de Desarrolladores de Apple. Entre los ganadores, algunos serán elegidos al azar para asistir al evento especial de Apple Park. Apple presentó macOS 14 Sonoma, el vigésimo lanzamiento principal de macOS. 
También revelaron unos cascos AR/VR bajo el nombre de “Apple Visión Pro”.

### WWDC 24
La WWDC 2024 se desarrolló del 10 al 14 de junio de 2024 en el Apple Park de California, Estados Unidos. Durante la conferencia Apple presentó iOS 18, iPadOS 18, junto con nuevas versiones de watchOS, visionOS (software de los Apple Vision Pro) y macOS Sequoia también denominado macOS 15.0. Además de su versión de la Inteligencia artificial llamada Apple Intelligence, que tendrá completa integración con el software y hardware de Apple más recienteademás de mejoras para su asistente virtual Siri potenciadas por ChatGPT en su versión GPT-4o.